# Объединённый арабский список
Объединенный арабский список (ивр. הרשימה הערבית המאוחדת‎, араб. القائمة العربية الموحدة‎, аббревиатура — PAAM) — политическая арабская партия Израиля. Лидером партии РААМ является Мансур Аббас.

## История партии
Партия РААМ была сформирована перед выборами 1996 года в кнессет 14-го созыва, и выступила на выборах блоком с партией «Арабская Демократическая Партия» (МАДА) и с несколькими члемами «Израильского исламского движения». Блок получил название «Мада-Раам» и получил на выборах 1996 года 4 места в кнессете.
Партия была частью «Общего списка», но в январе 2021 года вышла из него.

## Идеология
Партия выступает за создание палестинского государства (на Западном берегу и в Секторе Газа) со столицей в Иерусалиме, и за равноправие израильских арабов.
Большинство избирателей — израильские арабы-националисты и религиозные арабы; популярна среди израильских бедуинов.

## Представители партии в Кнессете

### Кнессет 14-го созыва
2 места (из 4 мест всего в блоке с партией Мада)
- Абдель Малик Дехамше
- Тауфик Хатиб

### Кнессет 15-го созыва
5 мест
- Абдель Малик Дехамше
- Талеб ас-Сана
- Тауфик Хатиб
- Махамед Хашем
- Махамед Ханаан

### Кнессет 16-го созыва
2 места
- Абдель Малик Дехамше
- Талеб ас-Сана

### Кнессет 17-го созыва
3 места (из 4 мест всего в блоке с партией Тааль)
- Ибрагим Царцур
- Талеб ас-Сана
- Аббас Закур

### Кнессет 18-го созыва
3 места (из 4 мест всего в блоке с партией Тааль)
- Ибрагим Царцур
- Талеб ас-Сана
- Масуд Ганаим

### Кнессет 19-го созыва
3 места (из 4 мест всего в блоке с партией Тааль)
- Талеб абу Арар
- Масуд Ганаим
- Ибрагим Царцур

### Кнессет 20-го созыва
3 места (из 13 мест всего в блоке)
- Масуд Ганаим
- Талеб абу Арар
- Абд Аль-Хаким Хадж Яхья[англ.]
- Саид Альхаруми

### Кнессет 21-го созыва
2 места (из 4 мест всего в блоке)
- Мансур Аббас
- Абд Аль-Хаким Хадж Яхья[англ.]

### Кнессет 22-го созыва
3 места (из 13 мест всего в блоке)
- Мансур Аббас
- Валид Таха
- Саид Альхаруми

### Кнессет 23-го созыва
4 места (из 15 мест всего в блоке)
- Мансур Аббас
- Валид Таха
- Саид Альхаруми
- Иман Хатиб-Ясин[англ.]